# ولادازلو
ولادازلو (به لاتین: Vladslo) یک منطقهٔ مسکونی در بلژیک است که در دیکسمویید واقع شده‌است. ولادازلو ۱۷٫۳۳ کیلومتر مربع مساحت و ۱٬۲۳۹ نفر جمعیت دارد.